# Číchov
Číchov település Csehországban, a Třebíči járásban. Číchov Brtnice, Červená Lhota, Zašovice, Bransouze, Radonín, Přibyslavice és Chlum településekkel határos. Lakosainak száma 231 fő (2024. január 1.).

## Népesség
A település lakosságának változását az alábbi diagram mutatja:
| Lakosok száma | 403  | 387  | 411  | 398  | 334  | 289  | 232  | 233  | 226  | 231  |
|               | 1869 | 1890 | 1921 | 1950 | 1980 | 2001 | 2017 | 2019 | 2022 | 2024 |